# Westeros

Harta politică a Westeros-ului

Westeros-ul este unul dintre cele 3 continente (celelalte 2 sunt Essos și Sothoryos) din lumea ficțională a seriei „Cântec de gheață și foc”. Cea mai mare parte a acțiunii din primele 5 cǎrți se petrece aici. Continentul este format din cele 7 regate: Dorne, Reach, Stormlands, Crownlands, Westerlands, Valea lui Arryn, Riverlands, Insulele de Fier și Nordul.
Westeros are o formă ce amintește de Insulele Britanice și este cam de mărimea Americii de Sud. În nord se află Zidul de Gheață care desparte Cele Șapte Regate de Oamenii Liberi (Sălbaticii) și care este păzit de Rondul de Noapte. La sud de acest zid se află restul regatelor: Dorne, Reach, Stormlands, Crownlands, Westerlands, Valea lui Arryn, Riverlands, Insulele de Fier și Nordul. Aceste 7 regate sunt conduse de diferite case nobiliare, printre care se numără și casele Stark și Lannister, dar și casele Tyrell, Baratheon, Martell, Tully, Greyjoy sau Targaryen (până la Rebeliunea lui Robert). 
Înainte de Cucerirea lui Aegon Targaryen, Westeros-ul era condus de șapte regi diferiți: Torrhen Stark, Ronnel Arryn, Harren Hoare, Loren Lannister, Mern Gardener, Argilac Durrandon și Meria Martell. Westeros-ul mai cuprinde de asemenea și insula Lonely Light, aflată în vestul Westeros-ului și insula Dragonstone, condusă de familia Targaryen. 

## Istoria
Prin istoria Westeros-ului, se înțelege, în mod convențional, istoria populațiilor ce au locuit pe acest continent de la început și până în momentul actual, schimbările geopolitice, sociale, culturale din arealul Westeros-ului și conflictele dintre populațiile de aici.

### Începuturile
La început continentul Westeros a fost populat de copii pădurii și de giganți. Acum aproximativ 12.000 de ani, un grup de oameni au venit din Essos prin Brațul Dorne, aducând cu ei arme de bronz. Într-o încercare eșuată de a opri invazia, copii pădurii au folosit Ciocanul Apelor pentru a distruge fâșia de pământ, lăsând în urma ei o multitudine de insule, creeând în acel moment arhipelagul ce avea să fie mai apoi cunoscut și ca Stepstones. După un conflict de milenii, copii pădurii au făcut un pact cu Primii Oameni pe Insula Fețelor. Peste câteva mii de ani Andalii, un alt grup de hominizi ajung în Westeros. Aceștia își debarcă bărcile la Degete, aducând cu ei o nouă religie și arme de fier. În acest timp trăiesc diferite personalități legendare, cum ar fi Brandon Constructorul, Lann cel Inteligent sau Garth Grădinarul. După o serie de evenimente cataclismice cunoscute mai târziu ca și Noaptea cea Lungă, Brandon Constructorul construiește Zidul de Gheață din nordul continentului pentru a-i ține pe Ceilalți (cunoscuți și ca white walkers) înafara continentului, acesta fondează Rondul de Noapte și se declară primul rege al Nordului.

### Cele Șapte Regate
După secole de dominație umană, Westeros-ul a fost împărțit între Andali și între Primii Oameni în șase regate (Dorne-ul devenind un regat mai târziu). Al treisprezecelea lord comandant al Rondului de Noapte fuge cu o femeie white walker și se transformă în Regele Nopții. După înfrângerea populației de Rhoynari în Al Doilea Război al Mirodeniilor, Nymeria, regina acestora debarcă împreună cu cele o mie de corăbii ale sale pe malurile de sud ale Westeros-ului și fondează regatul Dorne și casa Martell. Imperiul Valyrian anexează o mică insulă în golful Blackwater și după ce fiica lui Aenar Targaryen, Daenys, are un vis profetic în care este detaliată căderea Valyriei. După căderea acesteia Targaryenii rămân singurii deținători de dragoni de pe întreg continentul. În nord, casa Stark cucerește teritoriile casei Bolton, iar regele Arlan III Durrandon anexează Riverlands. Peste patru sute de ani Harwyn Hoare cucerește Riverlands de la Arrec Durrandon. Harren Hoare, nepotul acestuia, începe construcția castelului Harrenhal.

## Vezi și
- Lumea din Cântec de gheață și foc

## Legături externe
- http://westeros.ro/ce-este-westeros#content
- http://gameofthrones.wikia.com/wiki/Westeros
- http://awoiaf.westeros.org/index.php/westeros
- http://ro.urzeala-tronurilor.wikia.com/wiki/Westeros
- https://awoiaf.westeros.org/index.php/Seven_Kingdoms
- https://awoiaf.westeros.org/index.php/Aegon%27s_Conquest